# 膨大前嵴蚌
膨大前嵴蚌（学名：Epioblasma turgidula）是美國特有的一種淡水蚌，現已滅絕。